# Guy Maunsell
 (décembre 2023).
Si vous disposez d'ouvrages ou d'articles de référence ou si vous connaissez des sites web de qualité traitant du thème abordé ici, merci de compléter l'article en donnant les références utiles à sa vérifiabilité et en les liant à la section « Notes et références ».
 (décembre 2023).
La mise en forme du texte ne suit pas les recommandations de Wikipédia : il faut le « wikifier ».
Les points d'amélioration suivants sont les cas les plus fréquents. Le détail des points à revoir est peut-être précisé sur la page de discussion.
- Les titres sont pré-formatés par le logiciel. Ils ne sont ni en capitales, ni en gras.
- Le texte ne doit pas être écrit en capitales (les noms de famille non plus), ni en gras, ni en italique, ni en « petit »…
- Le gras n'est utilisé que pour surligner le titre de l'article dans l'introduction, une seule fois.
- L'italique est rarement utilisé : mots en langue étrangère, titres d'œuvres, noms de bateaux, etc.
- Les citations ne sont pas en italique mais en corps de texte normal. Elles sont entourées par des guillemets français : « et ».
- Les listes à puces sont à éviter, des paragraphes rédigés étant largement préférés. Les tableaux sont à réserver à la présentation de données structurées (résultats, etc.).
- Les appels de note de bas de page (petits chiffres en exposant, introduits par l'outil «  Source ») sont à placer entre la fin de phrase et le point final[comme ça].
- Les liens internes (vers d'autres articles de Wikipédia) sont à choisir avec parcimonie. Créez des liens vers des articles approfondissant le sujet. Les termes génériques sans rapport avec le sujet sont à éviter, ainsi que les répétitions de liens vers un même terme.
- Les liens externes sont à placer uniquement dans une section « Liens externes », à la fin de l'article. Ces liens sont à choisir avec parcimonie suivant les règles définies. Si un lien sert de source à l'article, son insertion dans le texte est à faire par les notes de bas de page.
- La présentation des références doit suivre les conventions bibliographiques. Il est recommandé d'utiliser les modèles {{Ouvrage}}, {{Chapitre}}, {{Article}}, {{Lien web}} et/ou {{Bibliographie}}. Le mode d'édition visuel peut mettre en forme automatiquement les références.
- Insérer une infobox (cadre d'informations à droite) n'est pas obligatoire pour parachever la mise en page.

Pour une aide détaillée, merci de consulter Aide:Wikification.
Si vous pensez que ces points ont été résolus, vous pouvez retirer ce bandeau et améliorer la mise en forme d'un autre article.
Guy Anson Maunsell (1er septembre 1884 - 20 juin 1961) était un ingénieur civil britannique responsable de la conception des forts maritimes de la Seconde Guerre mondiale dont les forts Maunsell, utilisés par le Royaume-Uni pour la défense des estuaires de la Tamise et de la Mersey.

## Jeunesse
Maunsell est né en 1884 à Srinagar, au Cachemire, en  Inde britannique, l'un des trois enfants d'une famille militaire. Son père, Edward Henry Maunsell (1837-1913), était d'ascendance anglo-irlandaise et était capitaine dans les 5th Dragoon Guards 15th Hussars. Sa mère, Rosalie Harriet Anson (1852-1922), était née à Guernesey ; le couple s'était marié à la cathédrale de Bombay en 1878. Il était éloigné du général Sir Frederick Richard Maunsell (1828-1916) des Royal Bengal Engineers. Le jeune Guy a été envoyé à l'école en Angleterre à Eastbourne College entre 1897 et 1903, et a étudié le génie civil à l'Institution centrale du City & Guilds de l'Institut de Londres, à South Kensington.
Bien qu'il ait obtenu son diplôme avec mention très bien en 1906, il n'a pas trouvé d'emploi immédiat et a parcouru le pays en réalisant des aquarelles. L'année suivante, il devint l'assistant de l'ingénieur suisse Adrien Palaz (1863-1930), professeur d'Électricité industrielle à l'Université de Lausanne, où il apprit les dernières techniques liées au béton armé. En 1909, il obtint un poste chez Easton Gibb & Son, qui était engagé dans la construction du chantier naval de Rosyth. En juillet 1914, Maunsell rejoignit R. Thorburn and Sons en tant que leur principal agent et fut responsable de la construction de deux usines de TNT pour le gouvernement britannique.

## Première Guerre mondiale
En 1917, Maunsell a été appelé sous les drapeaux en tant qu'officier commissionné dans le génie militaire britannique (Royal Engineers) et a passé une année sur le front occidental. Rappelé en Angleterre, il a travaillé en tant qu'ingénieur en chef aux chantiers navals de John Ver Mehr à Shoreham, participant à la construction de remorqueurs et de péniches en béton appelés les « Shoreham Creteships ». Il a également été impliqué dans la construction de tours en béton et en acier pour le projet M-N de l'Amirauté, qui visait à fermer le détroit de Douvres aux sous-marins allemands (U-boats). Une seule tour survit aujourd'hui en tant que phare Nab Tower.
En 1955, il fonda la société G. Maunsell & Partners au Royaume-Uni, pionnière dans l'utilisation du béton précontraint dans la construction de grands ponts. Le Hammersmith Flyover, achevé en 1961, fit un usage révolutionnaire de cette nouvelle méthode de construction, et de nombreuses autres structures suivirent. La société s'étendit en Australie, à Hong Kong et au Moyen-Orient, et finit par fusionner avec Oscar Faber & Partners pour former Faber Maunsell, devenant ultérieurement une partie du groupe américain AECOM.
Il est décédé à Tunbridge Wells, dans le comté de Kent, le 20 juin 1961.